# مهن سياحية
في العصر الحديث، أصبحت الصناعة السيّاحة تشكل جزءا هاما من الاقتصاد الوطني، وتوفير فرص العمل المباشرة وغير المباشرة للعديد من الأفراد.
بسبب العولمة وتطور التكنولوجيا الحديثة، أضحى العالم أصغر حجما مع توفر المعلومات المتاحة عن الأماكن السياحية في جميع أنحاء العالم من الناحية الأمنية والثقافية والديموقراطية والستوى المعيشي والدخل الفردي، وكل المشاكل والمعلومات عن كل نقطة جغرافية من العالم بشكل أكثر دقة وواقعية مما كان عليه قبل عهد تكنولوجيا التواصل الرقمية.
ومع تطور وسائل النقل من جهة أخرى أصبحت السياحة أكثر شعبية وبازدياد مطرد مما كانت عليه سابقا. وقد أدى هذا التطور إلى ظهور العديد من الوظائف السياحية التي تواكب تطور الصناعة السياحية ومتطلباتها في عصر العولمة.

## تقسيم المهن حسب القطاع السياحي
ويمكن تقسيم المهن السياحية حسب القطاع المتعلق بالمجال السياحي، وذلك إلى خمسة أقسام رئيسية:
- الفندقة: تشمل هذه الفئة كل المهن المعروفة والمرتبطة بالاستقبال وتشغيل الفندق (موظف استقبال، مدبرة، عامل الغرف...)
- المطعمة: تشمل الوظائف المرتبطة بالمطبخ (طباخ، طباخ مساعد) بالخدمات (مسؤول الاسقبال، نادل)، (نادل بالحانة...)
- وكالات الأسفار ووسائل النقل السياحية: تشمل كل الوظائف المرتبطة بتصميم وبيع الأسفار (وكيل الأسفار، عامل التذاكر...) ونقل السياح (سائق سياحي).
- الخدمات السياحة والمرشدين السياحيين: تشمل توفير الترفيه في المنتجعات، العاملين في المنتجعات التجميلية والصحية والمرشدين السياحيين المحليين، والمرشدين المرافقين ومرشدي المناطق الطبيعية (الجبال والصحاري..)
- قطاع الترويج والتسويق السياحي: ويشمل وظائف: مثل مسؤول عن الترويج والتسويق السياحي، والتعريف بالأسواق السياحية المنافسة والأكثر جذبا للسياح وكذلك جذب المستثميرين والتعريف بالمشاريع السياحية الكبرى.
- قطاع التنمية السياحية والتخطيط السياحي: تستهدف التنمية السياحية توجيه الموارد لاستغلال تلك الإمكانات والمقومات بما يؤدي إلى صناعة سياحية متطورة، تقوم على محاربة الفقر وتوفير فرص العمل، وتنويع مصادر الدخل، في إطار تنمية مستدامة ترتكز على نظرة مستقبلية تضمن استدامة الموارد الطبيعية في توافق مع خدمة التنمية المحلية دون الإضرار بالجانب التراثي والطبيعي. والتخطيط السياحي لا يشتغل بمعزل عن اهداف التنمية السياحية وغنما هو أحد وسائلها لبلوغ أهداف التنمية المستدامة، في تطوير مناطق ومواقع التراث الطبيعي والأثري بغرض تأهيلها للجذب السياحي، ومن ثم إنشاء مشروعات التنمية السياحية المستدامة التي تعود بالفوائد والمنافع الاقتصادية والاجتماعية والثقافية على المستوى القومي والمحلي.

## قائمة مهن القطاع السياحي
- مرشد سياحي: وهو الشخص الذي يقوم بمرافقة السائحين والزوار والوفود الأجنبية إلى المدن والمناطق الطبيعية والحضرية والمعالم والمنشآت والمواقع السياحية والتاريخية والأثرية، ويزودهم بالمعلومات اللازمة عنها، والرد على استفساراتهم بمعلومات دقيقة وصحيحة وموضوعية.

وتشمل هذه المهنة السياحية بدورها المرشدين السياحيين المحليين، والمرشدين المرافقين ومرشدي المناطق الطبيعية كالجبال والغابات والصحراي..
كما يعمل المرشد السياحي على سلامة السائحين الذين يرافقهم والحفاظ على ممتلكاتهم وعدم تعريضهم لأي مضايقات. ومقابل قيامه بهذه الأعمال يحصل المرشد السياحي على أجر مادي تحدده الأجهزة الرسمية، أو يتفق بشأنه مع المنظمين للرحلات السياحية أو حتى مع السائحين أنفسهم وذلك حسب القانون السياحي المنظم لكل دولة على حدة.
- مديروكالة سفر: وهو الذي يعمل على تسيير وتنظيم أنشطة وكالة الأسفار ومراقبتها، وضبط ميزانية الوكالة، وتسيير التواصل بين الأعوان العاملين بها وخلق رابط تواصل مهمات بينهم.

كما تتطلب مواكبة ابمستجدات اللاسواق السياحية كالتظاهرات والمعارض ذات العلاقة بالسياحة والحضور فيها للبحث عن أسواق جديدة ومعرفة جديد عالم الأسفار والسياحة. 
وكذلك القدرة على تنشيط فريق عمل وعلى مواجهة الوضعيات الطارئة.
- طباخ: ويشتغل في مطعم عادي أو مطعم محترف أو ضمن فريق عالمي، في فندق أو لجهة أوخدمة خاصة، وووفقا لميدان وعالم الطبخ تنقسم المهنة إلى عدة رتب كتسلسل هرمي، من أقل إلى المزيد من تحمل المسؤولية:

- مساعد بسيط في المطبخ.
- طاهي.
- مساعد رئيس مطبخ أو مساعد رئيس فريق الطهاة: (بالإنجليزية: The Sous-Chef de Cuisine /under-chef of the kitchen) وهو مساعد مباشر لرئيس المطبخ أو المساعد الثاني في قيادة ومباشرة شؤون المطبخ.

مساعد رئيس المطبخ قد يكون مسؤولا عن جدولة فريق عاملي المطبخ، ويجب أن يكون مستعدا ومؤهلا على تعويض رئيس المطبخ في حالة الطواريء أو عندما يكون هذا الأخير خارج الخدمة. كما من مهامه أن يكون مسؤولا عن مخزون المطبخ، والنظافة، والتنظيم، والتدريب المستمر وتقديم النصائح والإرشاد لفريق عمال المطبخ. وأيضا تنفيذ توجيهات رئيس الطباخين.
- رئيس فريق الطهاة: بالفرنسية: Chef cuisinier، هو المسؤول عن الأداء العام للمطبخ وجودة الطبخ وسيرورة فريق عمل الطهاة في المطبخ، وهو المسؤولة عن عملية الطهي وعملية إعداد الطعام، والأطباق، أو وجبات المطبخ. يعمل وحده أو بمساعدة فريق من الطهاة تحت إمرته، يجب أن يتمتع بخبرة وحنكة وتقنيات فنية في عالم فنون الطبخ وتسيير المطبخ، والموازنة بين عمليتي استهلاك المواد الخام للطبخ وتخريج الوجبات.

كما يجب ان يكون على دراية دائمة بكل ابتكارات وتطورات عالم الطبخ والإلمام بأهم المطابخ التقليدية العالمية لإنجاز اطباق فنية ذات اذواق راقية وصحية وشهية.
- الحلواني: وهو حرفي متخصص فس صناعة الحلويات وبيعها، وغالبا ما تقترن حرفة الحلواني، بصناعة الشوكولاته، والحلوى، الآيس كريم وغيرها من الحلويات ذات الذوق والمنظر الفني والجميل.
- الخباز: وهو حرفي متخصص في صناعة الخبز ومشتقاته.
- مضيف (طيران): وتنقسم بدورها إلى قسمين:

مضيف أرضي:
يقوم المضيف الأرضي بمساعدة المسافرين في قاعة المطار من خلال استقبالهم وارشادهم وتوجيههم والإجابة على استفساراتهم والتنسيق مع الأقسام المختصة المعنية لتقديم تسهيلات ذات علاقة بالمطار والرحلات الجوية للمسافرين وكذلك مساعدة المسافرين المرضى وذوي الاحتياجات الخاصة وكبار السن والأطفال. وذلك داخل المطار إلى نقطة الوصول إلى درج الطائرة.
مضيف جوي 
بالإنجليزية Cabin Crew, Air Steward أو Flight Attendant للمؤنث Air Hostess وهو أحد أفراد الطاقم العامل على الطائرة، وظيفته الأساسية هي المحافظة على سلامة وأمن وراحة المسافرين ومساعدتهم وإرشادهم بعد إغلاق أبواب الطائرة.
- مضيف سفينة أو قطار أو حافلة سياحية: ويقوم دوره على تقديم خدمات مساعدة للمسافرين من خلال استقبالهم وارشادهم إلى مقاعدهم وتزويدهم بالتعليمات اللازمة، والإجابة على استفساراتهم والعمل على خلق جو مناسب لإنجاح الرحلة إلى نقطة النهاية.

كما يمكن أن يشرح لهم عن المناطق والمواقع ذات الأهمية التي تمر بها المركبة أو السفينة، كما يمكن أن يقدم وجبات الطعام والشراب للركاب، والسهر على تطبيق إرشادات وتعليمات السلامة والصحة المهنية.
- مدير الفندق أو مدير نزل فندقي: من مهامه الرئيسية القيام بتسيير نزل أو مؤسسة فندقية (وحدة فندقيّة كبرى) بالتعاون مع رؤساء الأقسام بالنزل، والتسيير والإشراف على حسن سير الوحدة الفندقية.وتمثيل النزل لدى السلطات والمنظمات المهنية والوكالات السياحية.
- موظف إستقبال فندقي: يستقبل موظفو إستقبال الفندق الضيوف عند وصولهم إلى الفندق. ويقومون بتوزيع الغرف ومفاتيح الغرف على النازلين بالفندق، ويخبرون الضيوف عن مميزات الفندق ومرافقه والانشطة التي يتوفر عليها (مثل إمكانية ممارسة الرياضة والسباحة واستخدام الإنترنت) وعن برامج زيارة المعالم وحضور الحفلات.

كما يمكنهم القيام بخدمات الحجز، كاستئجار السيارات للضيوف، ويعتنون برغباتهم الخاصة (مثل المكالمات الهاتفية وغسل الملابس وتناول الفطور وخدمات برمجة المواعيد والإيقاظ).
وعند مغادرة الضيوف الفندق يحسب موضف الإستقبال الفندقي التكاليف الإجمالية للإقامة والخدمات الإضافية ويحررون الفاتورة ويحصلّون المبلغ.
- تقني أشغال الصيانة الفندقية: وترتكز مسؤوليته في الصيانة وإصلاح الأعطال وتقويم وإصلاح أعطاب الأجهزة الفندقية على اختلافها، إضافة إلى مراقبة سير كل الأجهزة التقنية والميكانيكية للفندق.

وتتطلب هذه المهنة مهارات وخصوصيات من أهمها ضرورة المعرفة والدراية بكل تجهيزات وإنشاءات النزل الفندقي أو المركب السياحي. والدراية بمعارف مختلفة في مجال الكهرباء والكهرباء الميكانيكية والنجارة واللحام والبناء إضافة إلى مواهب أخرى. مع القدرة على القيام بدوريات لتفقد التجهيزات التقنية طبقا للبرنامج الذي أقره الرئيس المباشر، والتنبيه إلى الحالات الغير العادية ورصد مكامن الخلل. والقدرة على القيام بالإصلاحات والتدخل في حالة الطواريء بالمبادرة بإنجاز الإصلاحات الصغيرة (كهرباء، تجهيزات صحية، إصلاح الأبواب والنوافذ والزجاج...).
كما يعمل تقني أشغال الصيانة الفندقية على إبلاغ الرئيس المباشر لإتخاذ التدابير اللازمة للقيام بالإصلاحات التي تحتاج إلى تدخل أطراف أخرى وضرورة الحرص على احترام مواصفات السلامة.
مع تسجيل وصف كل عملية إصلاح، والوقت الذي خصص لإنجازها والجهاز الذي وقع تعويضه. إضافة إلى التصرف في المخزون من لوازم الاستهلاك (فوانيس، صهيرات، صنابير...).
- البواب: تتلخص مهمتهم في مسؤولية استقبال الضيوف عند مدخل النزل، حراسة دخول الأشخاص وخروجهم وإشعار مسؤولي النزل بمحيط خارج النزل، وحراسة حركة العربات (حافلات وسيارات) وتنظيمها، وضمان سهولة حركة المرور عند مدخل النزل، إضافة إلى مساعدة ذوي الاحتياجات الخاصة في إنزال الأمتعة وحملها وإيداعها بالعربات ومساعدة الضيوف النزل، وكذلك اطلاع الضيوف على العناوين المفيدة.
- حارس أمن: ويكون إما في القطاع الخاص أو ينتمي للشرطة السياحية، ومهمته تقتصر على توفير الأمن حسب المهمة الموكولة إليه، ومراقبة المركبات السياحية والمواقع السياحية، ويتطلب ذلك الإلمام الكامل بالموقع المكلف بحراسته حتى يكون على علم تام بمنافذه ومخارجه وكيفية التحكم في تأمينها وسلامتها واغلاق ما هو مطلوب اغلاقه وفتح ما هو مطلوب فتحه واتباع تعليمات المسؤولين والعمل على تنفيذها.